# Démosthène Ollivier
Démosthène Ollivier (Tolone, 25 febbraio 1799 – Saint-Tropez, 23 aprile 1884) è stato un politico francese.

## Biografia
Avviato fin da giovane all'attivatà mercantile, si ritrvò ben presto a gestire una grande attività a Marsiglia. Democratico, partecipò alle lotte del suo partito contro la Restaurazione e la monarchia di Luigi Filippo.
Negli anni trenta del XIX secolo conobbe il rivoluzionario italiano Giuseppe Mazzini, in esilio a Marsiglia, con cui strinse amicizia. Quando partì per la Svizzera, Mazzini gli affidò il figlio avuto da Giuditta Sidoli, che morì in casa di Ollivier nel 1835.
Divenuto membro del consiglio comunale di Marsiglia nel 1836, subì un tracollo finanziario delle sue attività che lo portarono alla bancarotta.  che compromise la sua posizione politica; ma essendo riuscito, grazie al suo lavoro, a rispettare gli impegni presi e a ottenere la riabilitazione, conservò la fiducia dei suoi concittadini.
Dopo la rivoluzione del febbraio 1848, Ollivier fece nominare il figlio Émile Commissario generale della Repubblica a Marsiglia. Fu quindi eletto rappresentante delle Bocche del Rodano all'Assemblea costituente. Membro della Commissione del Commercio, votò con i membri più avanzati del partito repubblicano: contro l'introduzione delle fideiussioni, contro l'incriminazione di Louis Blanc e Marc Caussidière, contro la reintroduzione del confino coatto, per l'abolizione della pena di morte, per l'emendamento Grévy, per il diritto al lavoro, contro l'ordine del giorno in onore del generale Louis-Eugène Cavaignac, per l'amnistia, contro il divieto dei club, contro gli stanziamenti per la spedizione a Roma, per l'abolizione della tassa sulle bevande.
Schietto oppositore della politica del principe Luigi Napoleone Bonaparte, fu tra i firmatari della mozione di impeachment contro il presidente e i suoi ministri in relazione alle vicende di Roma.
Pur non essendo stato rieletto all'Assemblea legislativa, continuò a battersi per le idee repubblicane e radicali del suo dipartimento, protestò con forza contro il colpo di Stato del 2 dicembre 1851, fu arrestato ed espulso dalla Francia e si rifugiò in Belgio e poi negli stati italiani, stabilendosi dapprima a Nizza e poi a Firenze. Rientrò in Francia nel 1860. Morì il 24 aprile 1884 al castello della Moutte a Saint-Tropez.